# Radošinka
Radošinka je říčka na západním Slovensku, která protéká územím okresů Topoľčany a Nitra. Je to pravostranný přítok Nitry, s délkou 31,9. Její průměrný průtok v ústí dosahuje hodnoty 1,05 m3 a povodí zabírá plochu 384,7 km2.

## Pramen
Pramení v Povážském Inovci, v podcelku Krahulčie vrchy, pod Zlatým vrchem v nadmořské výšce cca 370 m.

## Popis toku
Na území Považského Inovce přibírá několik menších pravostranných přítoků a vtéká do Nitranské pahorkatiny, kde protéká kolem obce Radošina. Dále teče na jihovýchod, zprava přibírá Bzinský potok a v blízkosti Behynců z levé strany potok Blatnica. Koryto toku se stáčí na jih, protéká obcí Veľké Ripňany, za ní přibírá zprava Cerový potok a teče přes Malé Ripňany. U obce přibírá nejprve z levé strany potok Hlavinka a pak z pravé strany Merašický potok.
Dále protéká obcí Biskupová a okrajem Kapinců, zprava přibírá Trhovištský potok a pokračuje přes Malé Zálužie, kde napájí malou vodní nádrž. Následně protéká přes Nové Sady a ostrým obloukem (směřujícím k obci Sila) obtéká obec Čab a osadu Lahne, mění směr toku více na jihovýchod. Přibírá zprava Andač a obtéká z východu obec Zbehy, zleva přibírá Perkovský potok, na krátkém úseku opět teče na jih a u obce Lužianky se v nadmořské výšce 141,6 m n. m. vlévá do Nitry.